# 부산예빛학교
부산예빛학교는 부산광역시 기장군에 있는 각종학교이다. 예술 교육을 희망하는 일반계 고등학교 학생들의 위탁 교육을 담당한다.

## 학교 연혁
- 2023년 3월 1일 : 이전한 옛 일광초등학교 자리에 개교[1]